# Resolució 135 del Consell de Seguretat de les Nacions Unides
La Resolució 135 del Consell de Seguretat de les Nacions Unides, aprovada el 27 de maig de 1960, després d'una reunió fallida entre els Caps d'Estat de França, la Unió de Repúbliques Socialistes Soviètiques, el Regne Unit i els Estats Units, el Consell va recomanar que aquests governs busquessin solucions dels problemes internacionals existents mitjançant negociacions o altres mitjans pacífics, tal com es disposa a la Carta de les Nacions Unides. La resolució els va advocar a abstenir-se de l'ús de les amenaces de força, de buscar el desarmament d'acord amb la Resolució 1378 de l'Assemblea General de les Nacions Unides, a interrompre totes les proves d'armes nuclears i disposar-se de l'ajut del Consell i qualsevol dels altres òrgans apropiats de l'ONU per fer aquestes finalitats.
La resolució 135 va ser aprovada per nou vots contra cap; la República Popular de Polònia i la Unió Soviètica es van abstenir.